# Franz Anton Beckenbauer
  Franz Anton Beckenbauer  (alemany: Franz Beckenbauer)  (Privatklinik Dr. Haas, 11 de setembre de 1945 - Salzburg, 7 de gener de 2024) fou un futbolista i entrenador de futbol alemany. En la seva carrera com a jugador va rebre el sobrenom de Der Kaiser ("L'emperador") a causa del seu estil elegant, domini i lideratge sobre el terreny, i també perquè el seu primer nom "Franz" recorda els emperadors austríacs. És considerat un dels millors futbolistes de la història de l'esport. Beckenbauer va ser un futbolista versàtil que va començar com a migcampista, però va fer el seu nom com a defensa lliure. Sovint se li atribueix haver inventat aquest rol de jugador.

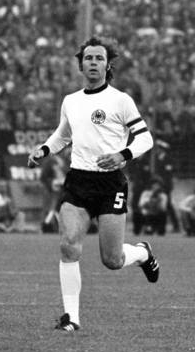
Franz Beckenbauer amb Alemanya.

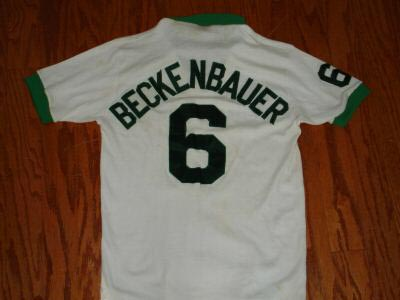
Samarreta del 1977 del Cosmos.

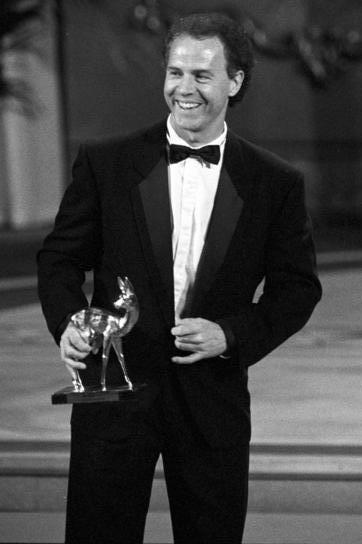
Franz Beckenbauer el 1990.

Dues vegades nomenat futbolista europeu de l'any (1972 i 1976), Beckenbauer va ser convocat 103 vegades amb la Selecció de futbol d'Alemanya i va jugar tres copes del món de la FIFA i dos campionats europeus. Va ser un dels tres homes, juntament amb el brasiler Mário Zagallo i el francès Didier Deschamps, en guanyar la Copa del Món com a jugadors i com a entrenadors; va aixecar el trofeu de la Copa del Món com a capità el 1974, i va repetir la gesta com a entrenador el 1990. Va ser el primer capità que va aixecar la Copa del Món i el Campionat d'Europa en l'àmbit internacional i la Copa d'Europa a escala de clubs. Va ser nomenat membre de l'equip mundial del segle XX el 1998, el Dream Team de la Copa Mundial de la FIFA el 2002, el Ballon d'Or Dream Team el 2020, i el 2004 va figurar a la FIFA 100 dels millors jugadors vius del món.
En l'àmbit de clubs, amb el FC Bayern de Múnic, Beckenbauer va guanyar la Recopa d'Europa de futbol el 1967 i tres copes d'Europa consecutives del 1974 al 1976. Aquesta última gesta el va convertir en el primer jugador que va guanyar tres Copes d'Europa com a capità del seu club. Es va convertir en entrenador de l'equip i més tard president del Bayern de Múnic. Després de dos períodes amb el New York Cosmos va passar a formar part del Saló de la Fama del Futbol Nacional dels Estats Units.
Beckenbauer va liderar la reeixida candidatura d'Alemanya per organitzar la Copa Mundial de la FIFA 2006 i va presidir-ne el comitè organitzador. Va treballar com a expert a Sky Germany i durant 34 anys com a columnista del tabloide Bild, en tots dos hi va estar fins al 2016.
L'agost del 2016, es va anunciar que Beckenbauer estava sent investigat per frau i blanqueig de diners en el marc de la Copa Mundial del 2006. La investigació es va tancar el 2021, quan va expirar el termini de prescripció.

## Estadístiques de la carrera

### Club
| Club               | Temporada       | Lliga            | Lliga   | Lliga | Copa    | Copa | Europa  | Europa | Altres  | Altres | Total   | Total |
| Club               | Temporada       | Divisió          | Partits | Gols  | Partits | Gols | Partits | Gols   | Partits | Gols   | Partits | Gols  |
| ------------------ | --------------- | ---------------- | ------- | ----- | ------- | ---- | ------- | ------ | ------- | ------ | ------- | ----- |
| FC Bayern de Múnic | 1963–64         | Regionalliga Süd | 0       | 0     | —       | —    | —       | —      | 6       | 2      | 6       | 2     |
| FC Bayern de Múnic | 1964–65         | Regionalliga Süd | 31      | 16    | —       | —    | —       | —      | 8       | 2      | 39      | 18    |
| FC Bayern de Múnic | 1965–66         | Bundesliga       | 33      | 4     | 6       | 1    | —       | —      | —       | —      | 39      | 5     |
| FC Bayern de Múnic | 1966–67         | Bundesliga       | 33      | 0     | 5       | 0    | 9       | 0      | —       | —      | 47      | 0     |
| FC Bayern de Múnic | 1967–68         | Bundesliga       | 28      | 4     | 4       | 0    | 7       | 1      | —       | —      | 39      | 5     |
| FC Bayern de Múnic | 1968–69         | Bundesliga       | 33      | 2     | 6       | 0    | —       | —      | —       | —      | 39      | 2     |
| FC Bayern de Múnic | 1969–70         | Bundesliga       | 34      | 6     | 1       | 0    | 2       | 0      | —       | —      | 37      | 6     |
| FC Bayern de Múnic | 1970–71         | Bundesliga       | 33      | 3     | 9       | 1    | 8       | 1      | —       | —      | 50      | 5     |
| FC Bayern de Múnic | 1971–72         | Bundesliga       | 34      | 6     | 6       | 1    | 7       | 0      | —       | —      | 47      | 7     |
| FC Bayern de Múnic | 1972–73         | Bundesliga       | 34      | 6     | 6       | 0    | 6       | 1      | 5       | 0      | 51      | 7     |
| FC Bayern de Múnic | 1973–74         | Bundesliga       | 34      | 4     | 4       | 0    | 10      | 1      | —       | —      | 48      | 5     |
| FC Bayern de Múnic | 1974–75         | Bundesliga       | 33      | 1     | 3       | 0    | 7       | 1      | —       | —      | 43      | 2     |
| FC Bayern de Múnic | 1975–76         | Bundesliga       | 34      | 5     | 7       | 2    | 9       | 0      | 2       | 0      | 52      | 7     |
| FC Bayern de Múnic | 1976–77         | Bundesliga       | 33      | 3     | 4       | 0    | 6       | 1      | 4       | 0      | 47      | 4     |
| FC Bayern de Múnic | Total           | Total            | 427     | 60    | 61      | 5    | 71      | 6      | 25      | 4      | 584     | 75    |
| New York Cosmos    | 1977            | NASL             | 15      | 4     | —       | —    | —       | —      | 6       | 1      | 21      | 5     |
| New York Cosmos    | 1978            | NASL             | 27      | 8     | —       | —    | —       | —      | 6       | 2      | 33      | 10    |
| New York Cosmos    | 1979            | NASL             | 12      | 1     | —       | —    | —       | —      | 6       | 0      | 18      | 1     |
| New York Cosmos    | 1980            | NASL             | 26      | 4     | —       | —    | —       | —      | 7       | 1      | 33      | 5     |
| New York Cosmos    | Total           | Total            | 80      | 17    | —       | —    | —       | —      | 25      | 4      | 105     | 21    |
| Hamburger SV       | 1980–81         | Bundesliga       | 18      | 0     | 2       | 0    | 0       | 0      | —       | —      | 20      | 0     |
| Hamburger SV       | 1981–82         | Bundesliga       | 10      | 0     | 3       | 0    | 5       | 0      | —       | —      | 18      | 0     |
| Hamburger SV       | Total           | Total            | 28      | 0     | 5       | 0    | 5       | 0      | —       | —      | 38      | 0     |
| New York Cosmos    | 1983            | NASL             | 25      | 2     | —       | —    | —       | —      | 2       | 0      | 27      | 2     |
| New York Cosmos    | Total NY Cosmos | Total NY Cosmos  | 105     | 19    | —       | —    | —       | —      | 27      | 4      | 132     | 23    |
| Total carrera      | Total carrera   | Total carrera    | 560     | 79    | 66      | 5    | 76      | 6      | 52      | 8      | 754     | 98    |

1. ↑  Partits de play-offs de promoció a la Bundesliga
2. ↑  6 partits (1 gol) en play-offs de promoció a la Bundesliga, 2 partits (1 gol) a la Copa Alemanya del Sud
3. ↑  Partits a la Premiere Ligapokal
4. ↑  Partits a la Supercopa d'Europa
5. ↑  Partits a la Super Copa d'Europa i a la Copa Intercontinental
6. 1 2 3 4 5  Partits als play-offs de la NASL

### International
| Equip nacional   | Any   | Partits | Gols |
| ---------------- | ----- | ------- | ---- |
| Alemanya Federal | 1965  | 3       | 0    |
| Alemanya Federal | 1966  | 12      | 7    |
| Alemanya Federal | 1967  | 5       | 0    |
| Alemanya Federal | 1968  | 9       | 1    |
| Alemanya Federal | 1969  | 6       | 0    |
| Alemanya Federal | 1970  | 12      | 2    |
| Alemanya Federal | 1971  | 9       | 2    |
| Alemanya Federal | 1972  | 7       | 0    |
| Alemanya Federal | 1973  | 10      | 1    |
| Alemanya Federal | 1974  | 15      | 0    |
| Alemanya Federal | 1975  | 7       | 0    |
| Alemanya Federal | 1976  | 7       | 1    |
| Alemanya Federal | 1977  | 1       | 0    |
| Total            | Total | 103     | 14   |

### Estadístiques d'entrenador
A 22 gener 2014
| Equip                       | Inici            | Final            | Rècord | Rècord | Rècord | Rècord | Rècord | Rècord |
| Equip                       | Inici            | Final            | J      | G      | E      | P      | Win %  | Ref.   |
| --------------------------- | ---------------- | ---------------- | ------ | ------ | ------ | ------ | ------ | ------ |
| Selecció d'Alemanya Federal | 1984             | 1990             | 66     | 34     | 20     | 12     | 51,52  | [ 11 ] |
| Olympique Marseille         | 1 setembre 1990  | 31 desembre 1990 | 25     | 16     | 4      | 5      | 64,00  | [ 13 ] |
| FC Bayern de Múnic          | 28 desembre 1993 | 30 juny 1994     | 14     | 9      | 2      | 3      | 64,29  | [ 14 ] |
| Bayern de Múnic             | 28 abril 1996    | 30 juny 1996     | 5      | 3      | 0      | 2      | 60,00  | [ 14 ] |
| Total                       | Total            | Total            | 110    | 62     | 26     | 22     | 56,36  | —      |

## Palmarès

### Com a jugador
- 1 Copa del Món de futbol: 1974 (RF Alemanya)
- 1 Eurocopa: 1972 (RF Alemanya)
- 3 Copa d'Europa: 1974, 1975 i 1976 (Bayern)
- 1 Copa intercontinental de futbol: 1976 (Bayern)
- 1 Recopa d'Europa: 1967 (Bayern)
- 5 Lliga alemanya de futbol: 1969, 1972, 1973 i 1974 (Bayern) i 1982 (Hamburger SV)
- 4 Copa alemanya de futbol: 1966, 1967, 1969 i 1971 (Bayern)
- 3 North American Soccer League: 1977, 1978 i 1980 (NY Cosmos)
- 1 Regionalliga Süd: 1965 (Bayern)
- 2 Trans-Atlantic Cup Championships : 1980, 1983 (New York Cosmos i Hangburger SV)

### Com a entrenador
- 1 Copa del Món de futbol: 1990 (RF Alemanya)
- 1 Lliga alemanya de futbol: 1994 (Bayern)
- 1 Copa de la UEFA: 1996 (Bayern)
- 1 lliga francesa de futbol: 1991 (Olympique Marsella)

## Distincions individuals
| Distinció                                                                                           | Any                    |
| --------------------------------------------------------------------------------------------------- | ---------------------- |
| Futbolista Alemany de l'any                                                                         | 1966, 1968, 1974, 1976 |
| FIFA World Cup Jugador Jove del torneig                                                             | 1966                   |
| Nomenat en el Equip Ideal de la copa del món de futbol                                              | 1966, 1970, 1974       |
| Pilota d'Or                                                                                         | 1972, 1976             |
| Pilota de plata                                                                                     | 1974, 1975             |
| Pilota de bronze                                                                                    | 1966                   |
| NASL Jugador Més Valuós de l'adjudicació:                                                           | 1977                   |
| Guardonat com FIFA 100                                                                              | 2004                   |
| Millor Futbolista del Món del Segle XX                                                              | 2004                   |
| Millor Futbolista Europeu del Segle XX                                                              | 2004                   |
| Nomenat com el Millor Futbolista Alemany de la història                                             | 2006                   |
| Nomenat per la IFFHS com a "Geni universal del futbol mundial" (Top Jugador, Entrenador y Directiu) | 2007                   |
| Marca Leyenda                                                                                       | 2012                   |